# ألكسيوس الثالث الطربزوني
أليكسيوس الثالث ميغاس كومنينوس (باليونانية: Αλέξιος Γ΄ Μέγας Κομνηνός)‏ (5 أكتوبر 1338 - 20 مارس 1390)، أو أليكسيوس الثالث، كان إمبراطور طرابزون منذ ديسمبر 1349 حتى وفاته. ولعله أكثر من وُثِّق من حكام تلك البلد، تميز عهده بعدد من المنح الدينية والإبداعات الأدبية.
كان أليكسوس الثالث ابن إمبراطور طرابزون باسيل وزوجته الثانية (متزوجة على ضر)، إيرين من طرابزون. سُمي أليكسيوس الثالث في البداية جون (إيوانيس باليوناني)، واتُخذ اسمه أليكسيوس تخليدًا إما لذكرى أخيه الأكبر الذي توفي في سن باكرة أو تخليدُا لذكرى جده والد أبيه، أليكسيوس الثاني إمبراطور طرابزون.
وصف جورج فينلي مظهر أليكسوس على أنه «نبيل للغاية». يضيف فينلي التفاصيل التالية: «لقد كان متورد الوجه، أشقرًا، ذو مظهر عادي، وأنف معقوف، كثيرًا ما يَذكره به متملقوه، والذي اعتبره أفلاطون سمةً ملكيةً. بالنسبة لشكله كان بدينًا، جيد الشكل، بالنسبة لميوله كان مثليًا ومتحررًا؛ لكن أعداءه عيّروه بالتهوّر والعنف والمشاعر الوحشية.

## الشؤون الخارجية
بدأ ألكسيوس الثالث بتعزيز الحدود ضد التركمان قبل انتهاء الاضطرابات المدنية. لم يحالفه النجاح في هذا الأمر، وتلقّى هزيمةً كبيرة في معركة عام 1355. والتي بالكاد نجا منها أليكسيوس وباناريتوس بحياتهما. حُيِّد الحاج عمر، أمير شعب خالدي، بطرقٍ دبلوماسية، عن قيامه بهجوم على ماتزوكة، وتزوج من ثيودورا أخت أليكسيوس في عام 1358. واصل ألكسيوس سياسته هذه في السعي وراء تحالفات دبلوماسية مع جيرانه من الأمراء المسلمين، عن طريق زيجات أربعة من بناته; والخامسة بينهن، آنّا ميغيل كوميني، أصبحت الزوجة الثانية للملك باغرات الخامس ملك جورجيا.
لم يتمكن أليكسيوس أيضًا من إزاحة جمهورية جنوة وجمهورية البندقية من موقعهما المهيمن في تجارة طرابزون. تراجع موقع البندقية بعد منح امتياز حصن ليونكاسترون إلى الجنوة في عام 1349، وفي عام 1360 حاول أليكسيوس استعادة العلاقات التجارية مع البندقية بهدف موازاة قوة الجنوة. في عام 1364، أكد أليكسوس لأبناء البندقية على امتيازاتهم القديمة وخصّص لهم مستودعًا «أسفل دير الشهيد المقدس تيودور غابريس». لكن الفينيسيون لم يكتفوا بمكاسبهم وتشاجروا مع الجنويين بدافع الغيرة. حظيت البندقية بامتياز آخر في عام 1367، وخُفّضت بعض المستحقات المفروضة على التجارة الفينيسية تدريجيًا.
ومع ذلك، أدت محاولة أليكسيوس لاستغلال تجارة الجمهوريات الإيطالية إلى استياء كبير. في عام 1373، تآمر الفينيسيون مع ديسبوتيز دبروجة، دوبروتيتزا (عدو الجنوة) لفرض صهره مايكل باليولوغوس، الابن الأصغر للإمبراطور يوحنا الخامس باليولوج، على عرش طرابزون. ظهر مايكل باليولوغوس قبالة طرابزون ومعه سفينتين كبيرتين وسفينة صغيرة، وبقي هناك لمدة خمسة أيام حتى تخلى عن الخطة وغادر. أُصلحت العلاقات مع البندقية، لكن وعلى الرغم من قيام  أليكسيوس بتخفيض الرسوم التي يجبيها من الفينيسيين في عام 1381، استمرت تجارتهم مع طرابزون في التدهور.
توفي ألكسيوس الثالث في 20 مارس عام 1390 وخلفه ابنه مانويل الثالث. خلال فترة حكمه الطويلة، أصلح ألكسيوس الثالث الأضرار المادية التي لحقت بالعاصمة، وقدم تبرعاتٍ سخيّة للعديد من الأديرة، وخاصة دير سوميلا، وأسس دير ديونيسيو في جبل آثوس. يشرح أنتوني براير أن هذا السخاء كان نتيجةً لسلسلة من عمليات المصادرة التي أعقبت هزيمة الشخصيات البارزة، الذين عارضوا الحكومة المركزية القوية، مُستعرضًا جدولًا زمنيًا يوضح كيف أُعدموا بصفتهم أركونات وأُعيدت ممتلكاتهم إلى التاج، استطاع إعادة تأسيس الأديرة مثل سانت فوكاس في كورديل (1362)، سوميلا (1364)، ديونيسيو (1374)، وثيوسكباستوس (1376). «إن هذه السلسلة من الإصلاح، أو التوسع في الملكية الإمبراطورية للأراضي، هو دليل واضح جدًا على انتصار أليكسيوس الثالث على منافسيه من ملاك الأراضي».